# Grades de la Wehrmacht
Les grades de la Wehrmacht étaient différents dans les trois armées Heer (Armée de terre), Luftwaffe (Armée de l'air) et Kriegsmarine (Marine de guerre). Ils étaient parfois changés d'une année à l'autre.

## Heer (Armée de terre)

Wehrmacht Heer uniformes 1944 (US Government National Archives)

### Couleur d'arme (Waffenfarbe)
Un passepoil ou un fond de couleur permet d'identifier l'arme d'appartenance du militaire (Waffengattung) de la Heer. C'est la Waffenfarbe.
On retrouve ces passepoils sur les pattes d'épaules, sur les liserés et grades de cols, sur les casquettes à visière rigide et le devant du bonnet de police.
Les principales couleurs en usage dans la Heer sont mentionnées dans le tableau ci-dessous.
| Waffenfarbe    | Branche                                                                                            | Militaires du rang                   | - Militaires du rang senior (caporal)                |
| -------------- | -------------------------------------------------------------------------------------------------- | ------------------------------------ | ---------------------------------------------------- |
| Blanc          | Infanterie Infanteries motorisée ou mécanisée (Panzergrenadier) jusqu'en 1943                      | Schütze Grenadier Füsilier Musketier | Oberschütze Obergrenadier Oberfüsilier Obermusketier |
| Vert pré       | Infanteries motorisée ou mécanisée à partir de 1943 Bataillons motocyclistes de 1937 à 1939        | Panzergrenadier                      | Panzerobergrenadier                                  |
| Vert clair     | Chasseurs Chasseurs de montagne Chasseurs à ski                                                    | Jäger Gebirgsjäger Skijäger          | Oberschütze                                          |
| Jaune d'or     | Cavalerie jusqu'en 1943 Bataillons motocyclistes de 1937 à 1939 Reconnaissance Troupes aéroportées | Reiter Aufklärung Fallschirmjäger    | Oberreiter                                           |
| Rouge vif      | Artillerie Artillerie d'assaut Artillerie anti-aérienne                                            | Kanonier Panzerkanonier              | Oberkanonier Panzeroberkanonier                      |
| Rose           | Unités mécanisées jusqu'en 1943 Blindés Chasseurs de chars                                         | Panzerschütze Panzerjäger            | Panzeroberschütze Oberpanzerschütze Oberpanzerjäger  |
| Noir           | Génie Unités de forteresse Unités ferroviaire                                                      | Pionier Baupionier                   | Oberpionier Bauoberpionier                           |
| Rouge bordeaux | Unités chimiques Unités de lance-fumigènes et lance-roquettes                                      | Chemiker Rauchtruppen Soldaten       |                                                      |
| Marron cuivré  | Transmission jusqu'en 1936 Bataillons motocyclistes de 1941 à 1943                                 | Kradschütze                          | Kradoberschütze                                      |
| Jaune citron   | Transmissions de 1937 à 1945 Transmissions unités blindés                                          | Funker Fernsprecher Panzerfunker     | Oberfunker Oberfernsprecher Oberpanzerfunker         |
| Bleu clair     | Unités du train et logistiques                                                                     | Fahrer Kraftfahrer                   | Oberfahrer Oberkraftfahrer                           |
| Orange         | Police militaire (Feldgendarmerie) Services de recrutement Service du matériel de 1944 à 1945      | Feldgendarm                          | Feldobergendarm                                      |
| Marron clair   | Unités de construction jusqu'en 1943                                                               | Bausoldat                            | Bauobersoldat                                        |
| Noir et blanc  | Unités blindées du génie de 1940 à 1941 - Couleur noire par la suite                               | Panzerpionier                        | Oberpanzerpionier                                    |
| Gris clair     | Unités de propagande (Propagandatruppe) de 1943 à 1945 Correspondant de guerre                     | Bausoldat Kriegsberichterstattung    | Bauobersoldat                                        |
| Bleu foncé     | Services de santé                                                                                  | Sanitätssoldat                       | Sanitätsobersoldat                                   |
| Rouge carmin   | Service vétérinaire Officiers d'état-major                                                         | Sanitätssoldat                       | Sanitätsobersoldat                                   |
| Vert foncé     | Fonctionnaires militaires                                                                          |                                      |                                                      |
| Violet         | Aumônier                                                                                           |                                      |                                                      |
| Gris bleu      | Cadres spécialisés (Sonderführer)                                                                  |                                      |                                                      |
| Rouge et blanc | Musiciens                                                                                          | Musiker Musikschütze Trompeterreiter | Musikoberschütze Trompeteroberreiter                 |

### Insignes d'unités
En temps de paix, les pattes d'épaules des hommes du rang et des sous-officiers portaient la désignation de l'unité à laquelle ils appartiennent (un chiffre ou des lettres (monogramme)), indiquant le numéro ou la nature (serpent = médical) de leur unité.

### Militaires du rang

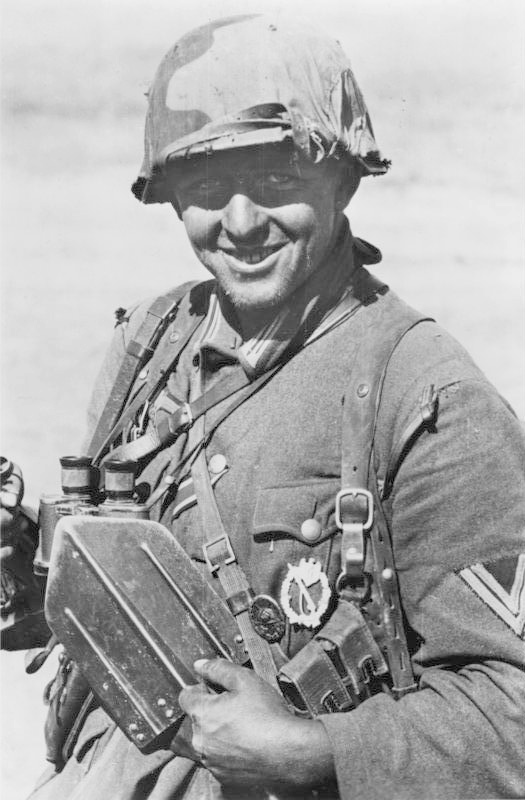
Obergefreiter (1942).

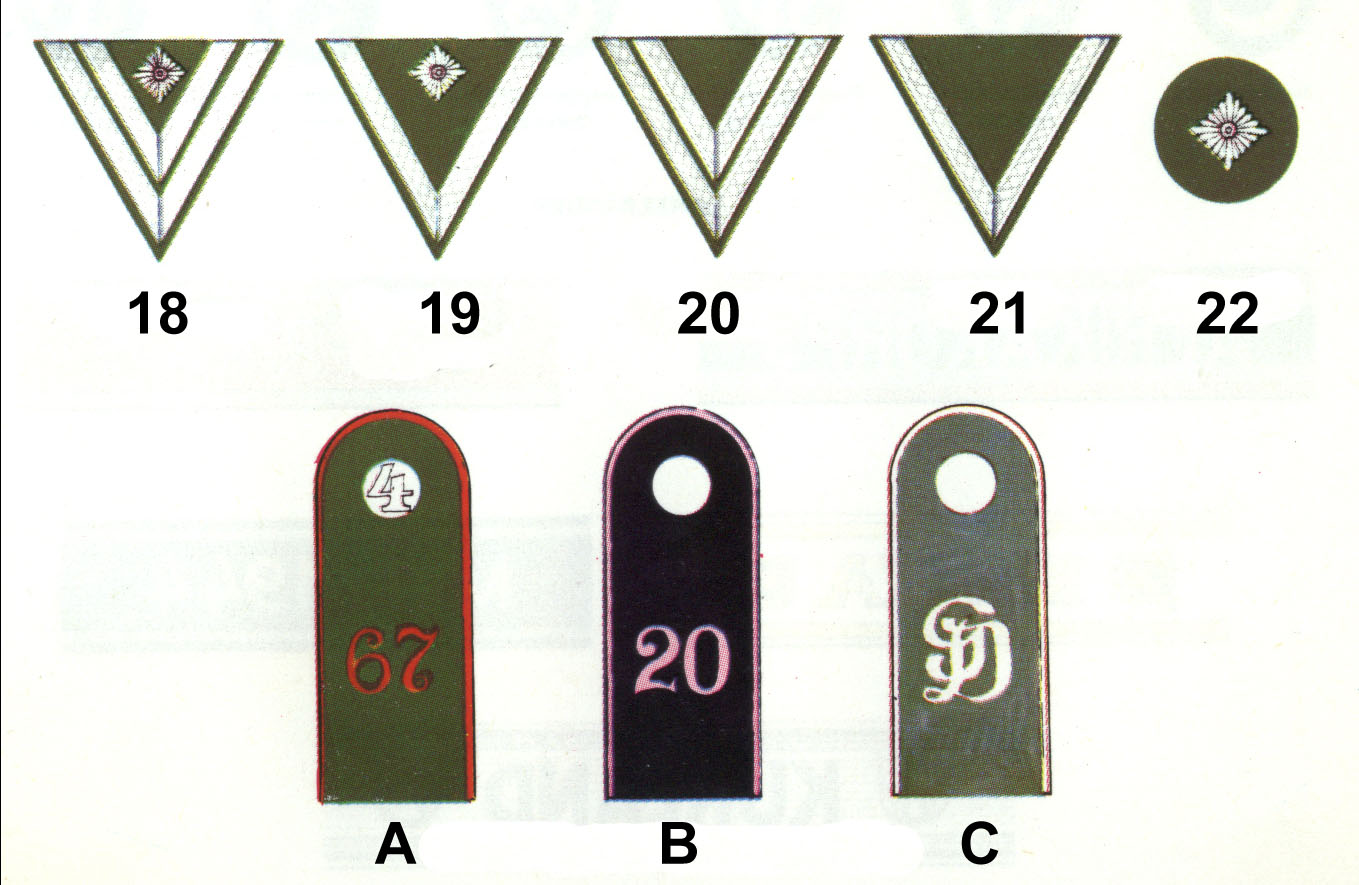

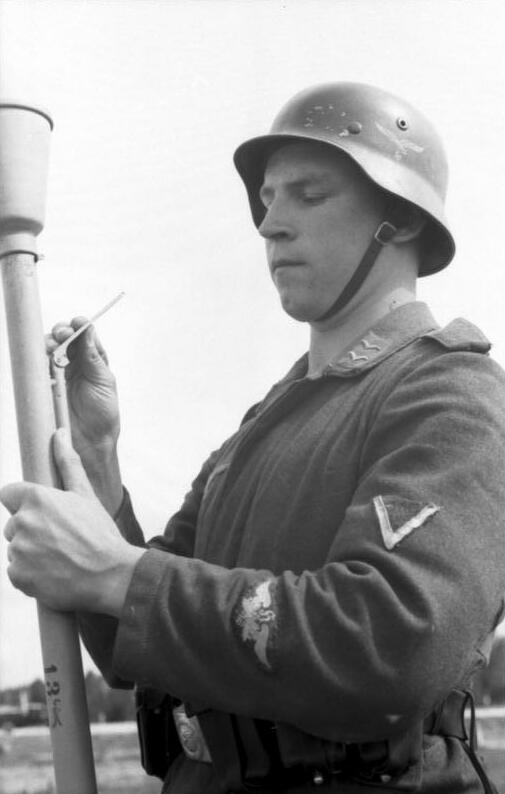
Gefreiter (1944).

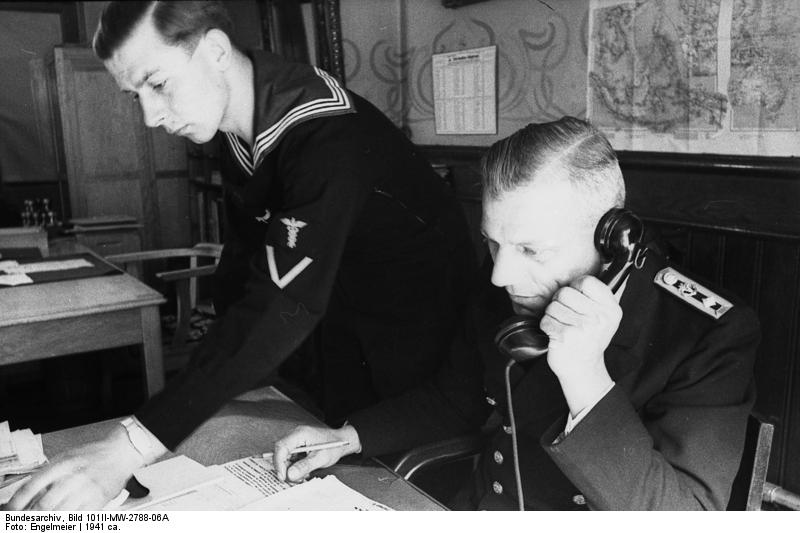
Matrosengefreiter (à gauche) en compagnie d'un officier de l'administration de la Marine (1941).

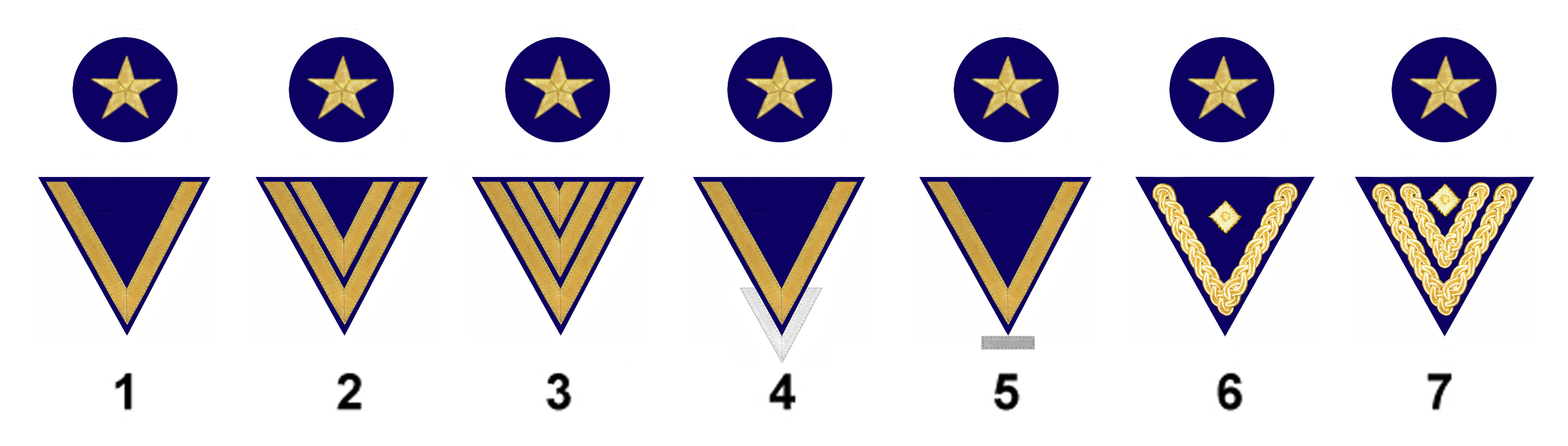

#### Insignes de bras (ligne du haut)
- 18. Stabsgefreiter (de) (1er caporal-chef ou caporal-chef d'état-major)
- 19. Gefreiter (caporal) (plus de six années de service)
- 20. Obergefreiter (caporal-chef)
- 21. Gefreiter (caporal)
- 22. Oberschütze (de) (équivalent de soldat de 1re classe en France p. ex.)

#### Pattes d'épaule (ligne du bas)
A, B et C sont les pattes d'épaule pour Gefreiten (caporaux) et Schützen (soldats). C = membre de la division Grossdeutschland (monogramme GD)

### Sous-officiers

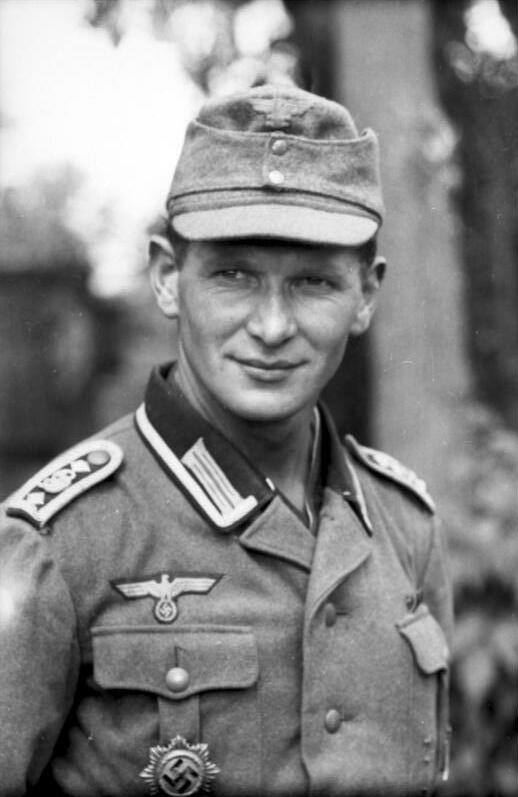
Oberfeldwebel de la division Grossdeutschland (monogramme « GD » visible sur patte d'épaule) (1943).

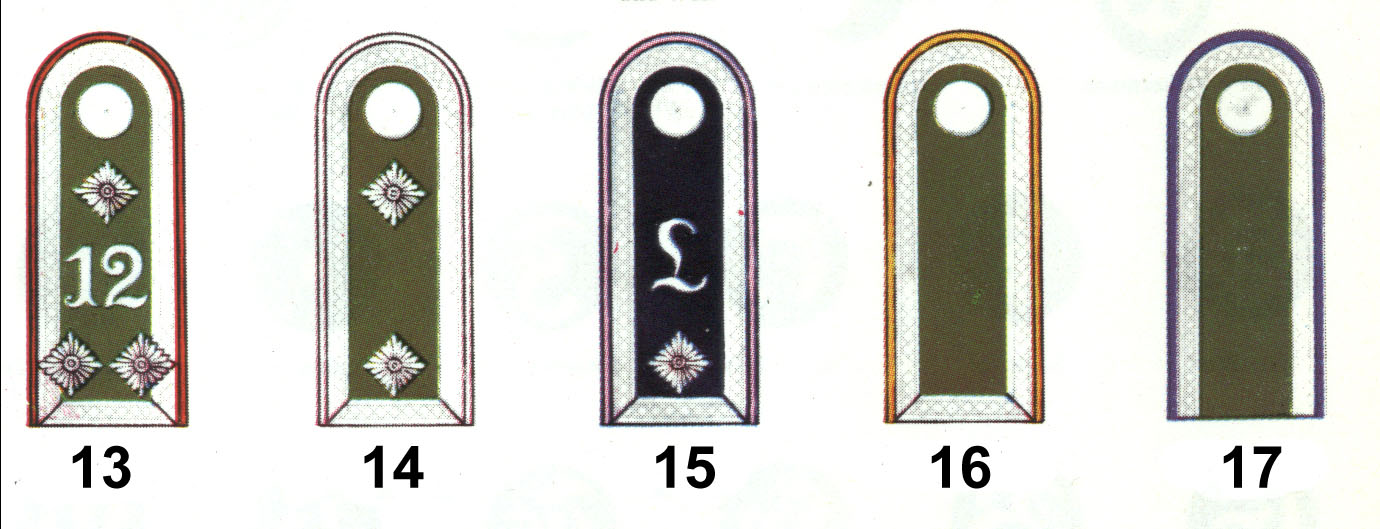

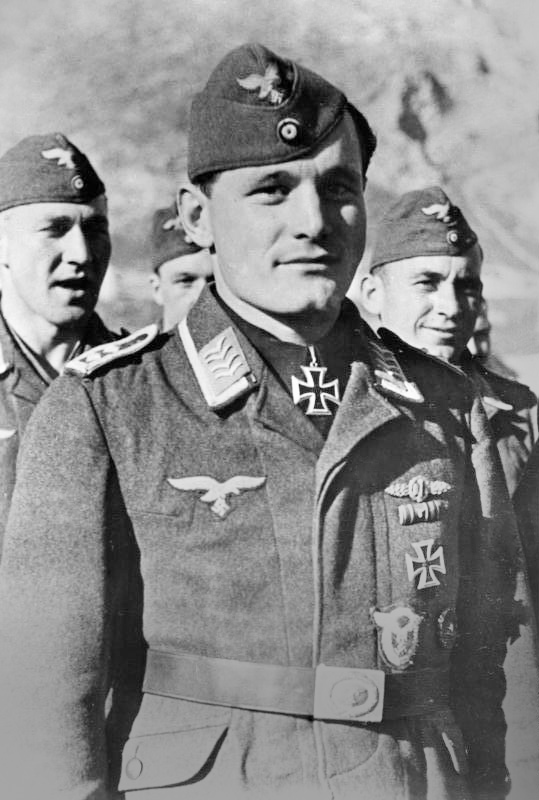
Oberfeldwebel R. Heller (1942).

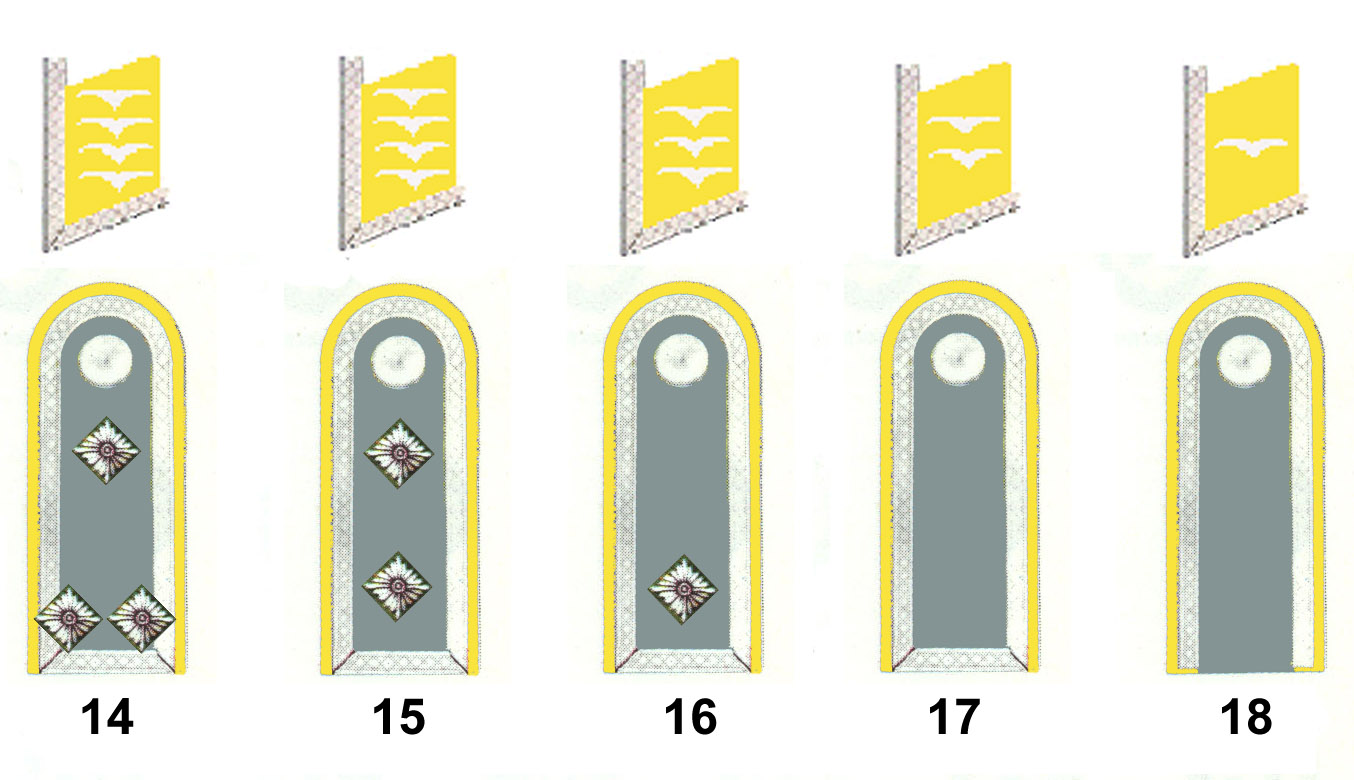

#### Pattes d'épaule
- 13. Stabsfeldwebel (de) (adjudant d'état-major[2])
- 14. Oberfeldwebel (adjudant-chef)
- 15. Feldwebel (adjudant de la Panzer Lehr Division, avec monogramme « L » sur la patte d'épaule)
- 16. Unterfeldwebel (de) (sergent-chef)
- 17. Unteroffizier (sergent)

### Officiers

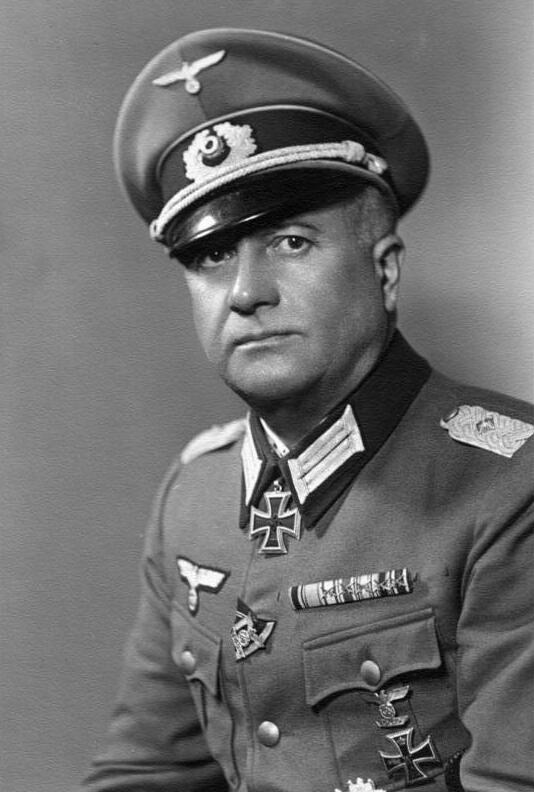
Oberstleutnant Maximilian Wengler (1940).

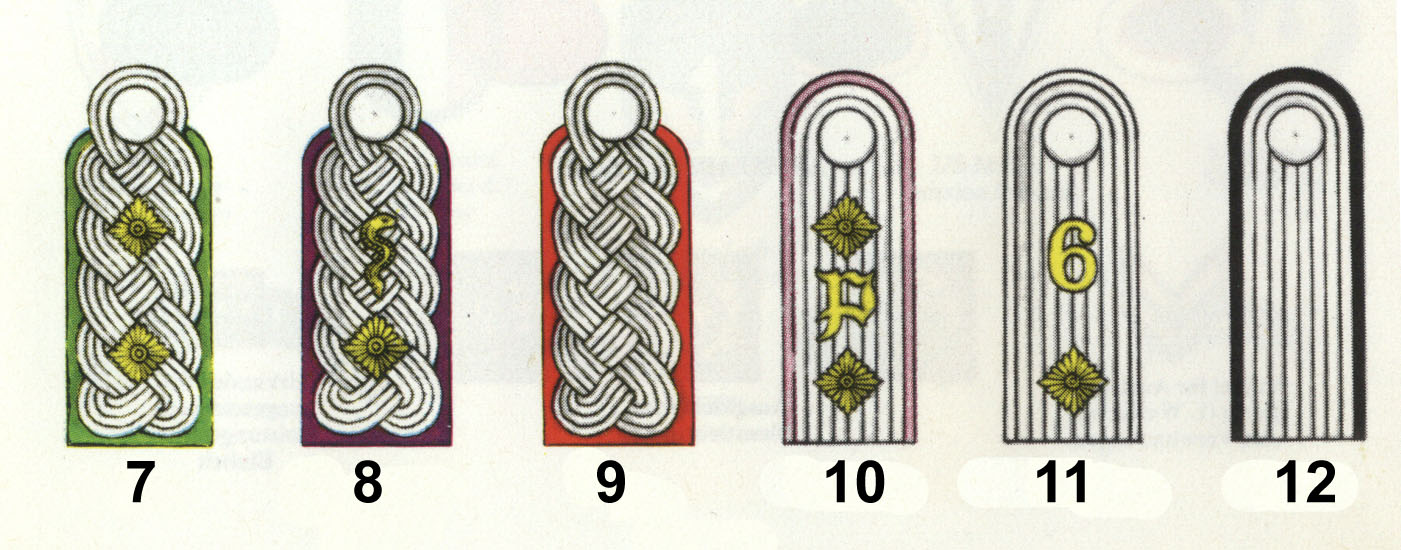

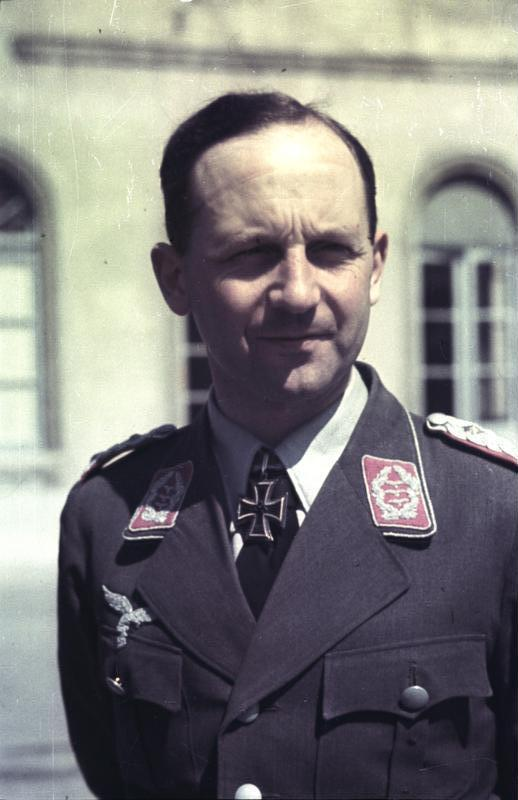
Oberst affecté à l'état-major (Kragenspiegel carmins) H. Trettner (1941).

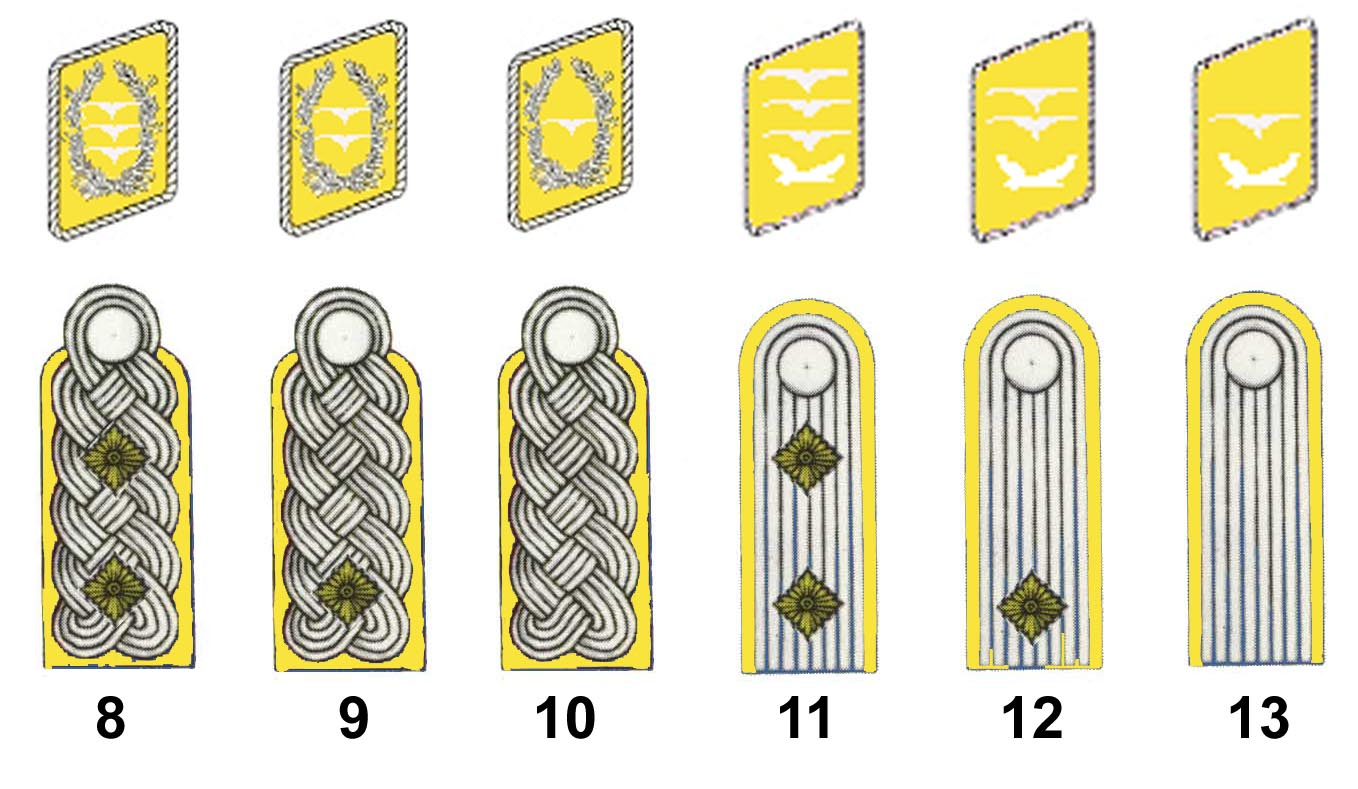

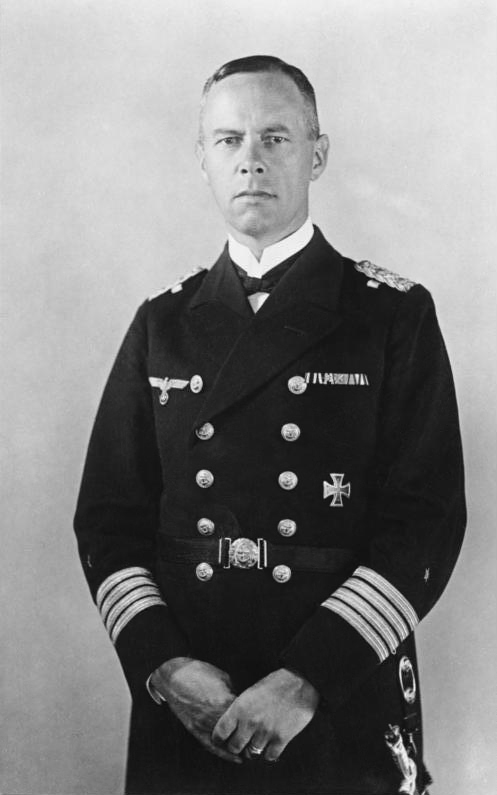
Kapitän zur See G. Lütjens (1933).

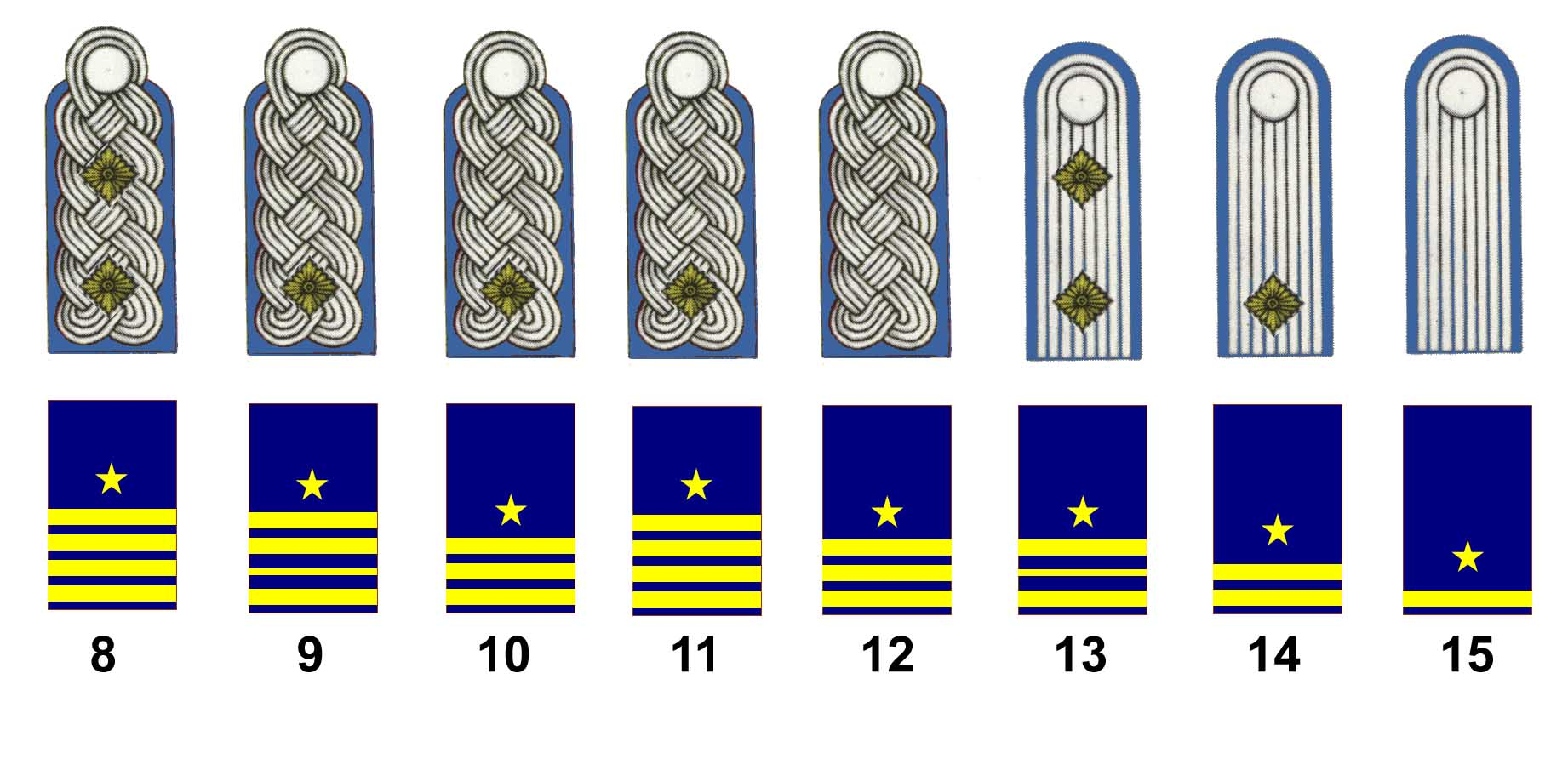

#### Pattes d'épaule
- 7. Oberst (colonel)
- 8. Oberstleutnant (lieutenant-colonel, ici du service vétérinaire)
- 9. Major (équivalent de commandant)
- 10. Hauptmann (capitaine)
- 11. Oberleutnant (équivalent de lieutenant)
- 12. Leutnant (équivalent de sous-lieutenant)

### Officiers généraux

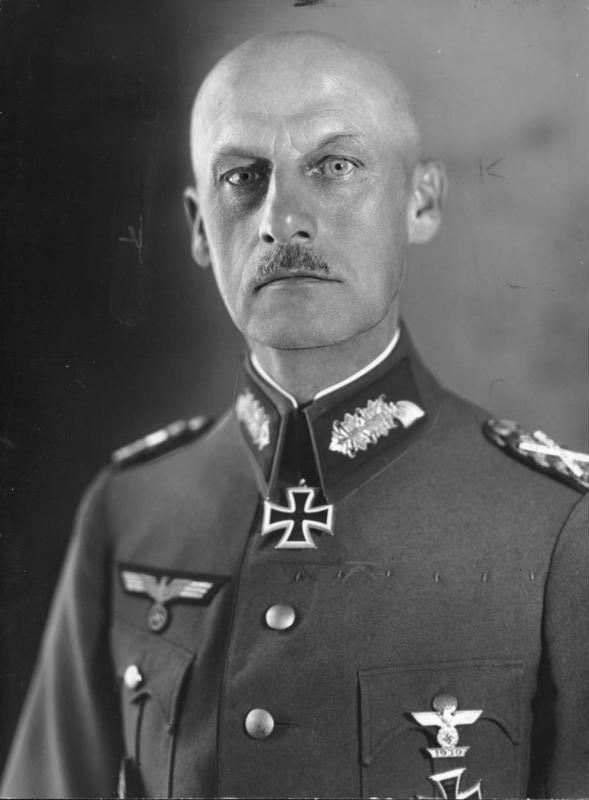
Generalfeldmarschall von Leeb en août 1940.

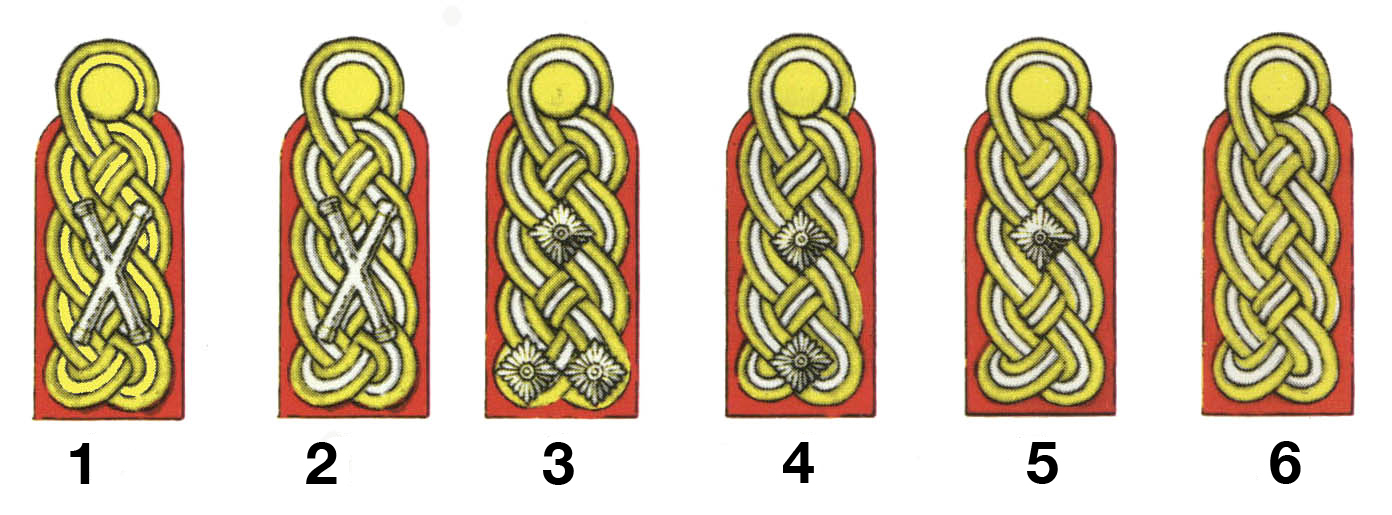

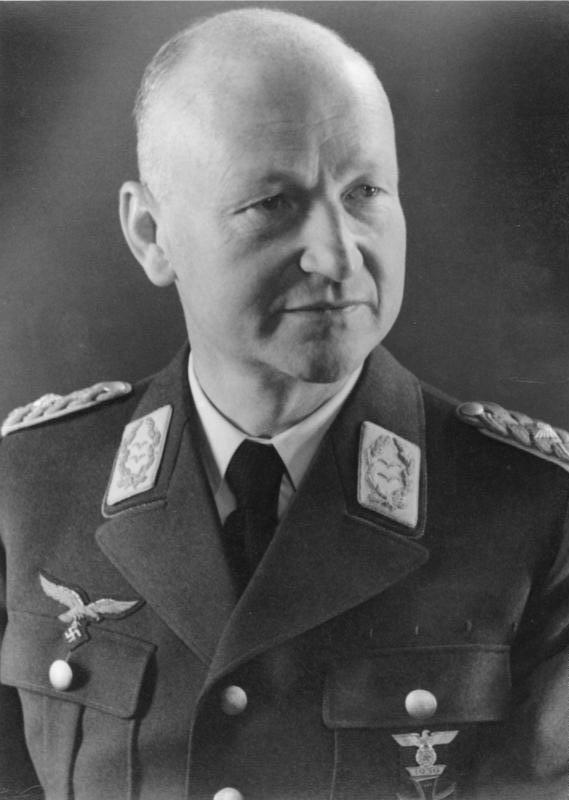
Generalleutnant R. Knauss.

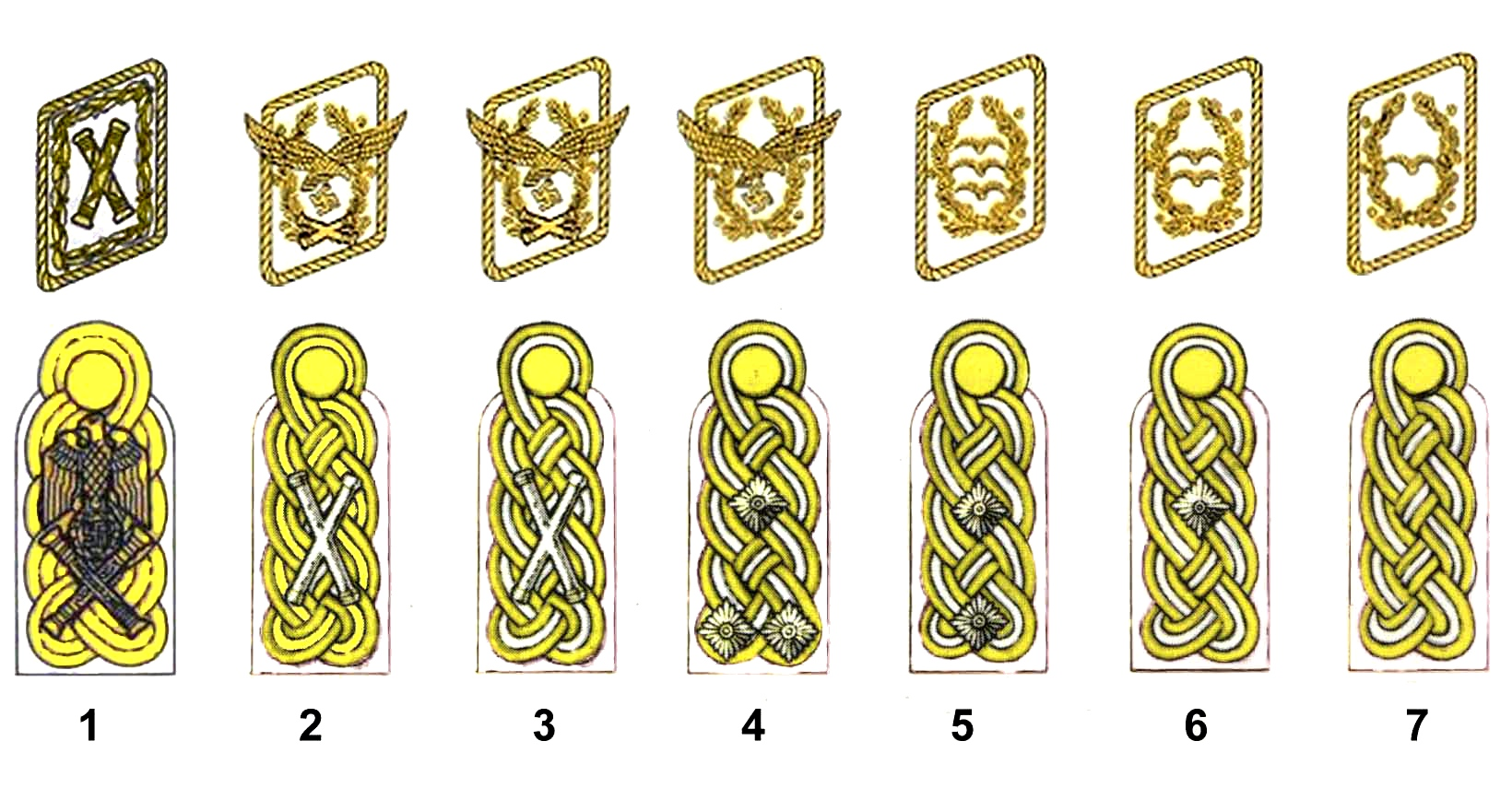

#### Pattes d'épaule
1. Generalfeldmarschall (maréchal, à partir de 1942)
2. Generalfeldmarschall (maréchal, jusqu'en 1942)
3. Generaloberst (général, équivalent de général « cinq étoiles » (hors France), de général d'armée p. ex. en France)
4. General der Infanterie, etc. (« général d'infanterie », ou d'une autre arme de la Heer, p. ex. « d'artillerie », équivalent de général « quatre étoiles » (hors France), de général de corps d'armée p. ex. en France)
5. Generalleutnant (lieutenant général, équivalent de général « trois étoiles » (hors France), de général de division p. ex. en France)
6. Generalmajor (major général, équivalent de général « deux étoiles » (hors France), de général de brigade p. ex. en France)

### Insignes pour effets sans pattes d'épaules
À partir de 1942, de nouveaux insignes de grade en tissu pour les effets sans pattes d'épaules (tenue de camouflage, anorak de neige, treillis de protection, etc.) font leur apparition. Il ne s'agit que d'insignes pour les officiers et les sous-officiers, les militaires du rang devant porter sur ces tenues les insignes de grades habituels. Le même type d'insignes est également utilisé dans les mêmes conditions par les troupes de la Waffen-SS.

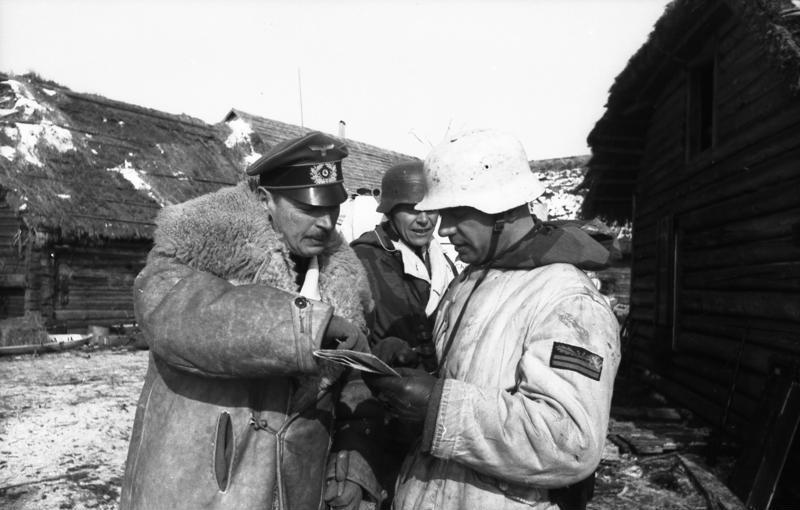
L’Oberleutnant, à droite, porte l'insigne de grade pour effets sans pattes d'épaules sur son anorak ouaté réversible (1944).

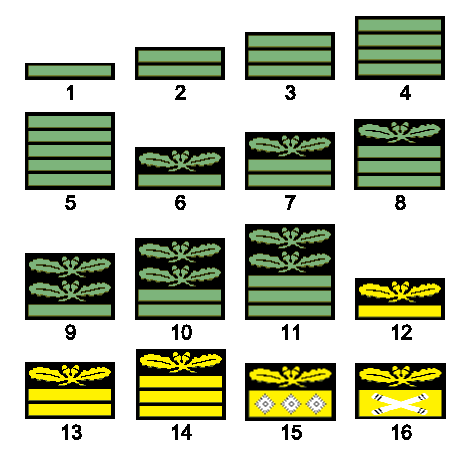

1. Unteroffizier ; 2. Unterfeldwebel (de) ; 3. Feldwebel ; 4. Oberfeldwebel ;

5. Stabsfeldwebel (de) ; 6. Leutnant ; 7. Oberleutnant ; 8. Hauptmann ;

9. Major ; 10. Oberstleutnant ; 11. Oberst ; 12. Generalmajor  ;

13. Generalleutnant ; 14. General der Nachrichtentruppe, General der Pioniere, General der Infanterie, etc. ; 15. Generaloberst ; 16. Generalfeldmarschall.

## Luftwaffe (Armée de l'air)

Luftwaffe uniformes 1944(US Government National Archives)

### Couleur d'arme (Waffenfarbe)
Les différentes branches et services de la Luftwaffe se distinguaient par la couleur des passepoils des casquettes et des pattes d'épaule ainsi que par le fond de couleur des Kragenspiegel (insignes de col, ou pattes de collet).
Les principales couleurs en usage dans la Luftwaffe sont mentionnées dans le tableau ci-dessous.
| Waffenfarbe  | Branche                                                          |
| ------------ | ---------------------------------------------------------------- |
| Blanc        | Généraux Régiment « Hermann Göring »                             |
| Jaune d'or   | Personnel navigant (à ne pas confondre avec les Fallschirmjäger) |
| Rouge        | Artillerie Artillerie anti-aérienne                              |
| Jaune vif    | Fallschirmjäger (« chasseur parachutiste »)                      |
| Rouge carmin | État-major (et pas les services vétérinaire comme dans la Heer)  |
| Rose         | Génie                                                            |
| Orange       | Officiers rappelés                                               |
| Brun         | Transmissions                                                    |
| Bleu foncé   | Services de santé (comme dans la Heer)                           |
| Vert clair   | Contrôle aérien                                                  |
| Vert foncé   | Administration                                                   |
| Noir         | Ministère de l'aviation                                          |

### Militaires du rang
|   |   |   |   |   |
|   |   |   |   |   |
|   |   |   |   |   |
|   |   |   |   |   |
|   |   |   |   |   |
|   |   |   |   |   |
| 1 | 2 | 3 | 4 | 5 |

#### De haut en bas: insignes de col, pattes d'épaules, insignes de bras.
1. Flieger (aviateur, personnel navigant), Kanonier (artilleur ou artilleur antiaérien) ou Funker (transmetteur), selon la couleur des pattes de collet (insignes de col)
2. Gefreiter (caporal)
3. Obergefreiter (caporal-chef)
4. Hauptgefreiter (de) (caporal principal)
5. Stabsgefreiter (de) (1er caporal-chef ou caporal-chef d'état-major)

### Sous-officiers

#### Ligne du haut: insignes de col; ligne du bas: pattes d'épaule.
- 14. Stabsfeldwebel (de) (adjudant d'état-major[2])
- 15. Oberfeldwebel (adjudant-chef)
- 16. Feldwebel (adjudant)
- 17. Unterfeldwebel (de) (sergent-chef)
- 18. Unteroffizier (sergent)

### Officiers

#### Ligne du haut: insignes de col; ligne du bas: pattes d'épaule.
- 8. Oberst (colonel)
- 9. Oberstleutnant (lieutenant-colonel)
- 10. Major (équivalent de major dans la plupart des armées et de commandant dans l'armée française)
- 11. Hauptmann (capitaine)
- 12. Oberleutnant (équivalent de lieutenant)
- 13. Leutnant (équivalent de sous-lieutenant)

### Officiers généraux

#### Ligne du haut: insignes de col; ligne du bas: pattes d'épaule.
1. Reichsmarschall (créé le 19 juillet 1940 uniquement pour Hermann Göring, afin de le distinguer des Generalfeldmarschall nouvellement promus lors d'une cérémonie spéciale à Berlin, à la suite de la campagne victorieuse de France)
2. Generalfeldmarschall (maréchal, à partir de 1942)
3. Generalfeldmarschall (maréchal, jusqu'en 1942)
4. Generaloberst (général, équivalent de général « quatre étoiles » (hors France), de général d'armée aérienne p. ex. en France)
5. General der Flieger (« général de l'aviation ») / General der Fallschirmtruppe (« général des troupes parachutistes »), équivalent de général « trois étoiles » (hors France), de général de corps aérien p. ex. en France
6. Generalleutnant (lieutenant général, équivalent de général « deux étoiles » (hors France), de général de division aérienne p. ex. en France)
7. Generalmajor (major général, équivalent de général « une étoile » (hors France), de général de brigade aérienne p. ex. en France)

### Insignes pour la tenue de vol et la tenue de saut des parachutistes

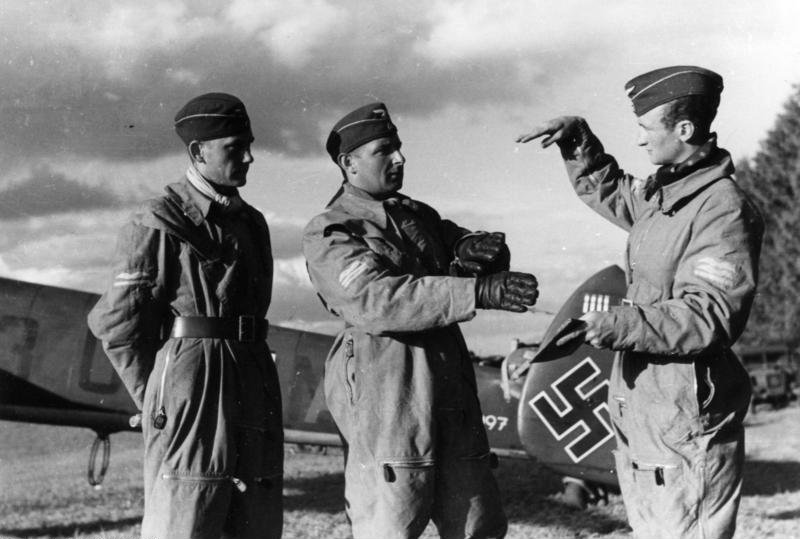
De gauche à droite, un Leutnant, un Major (Johann Schalk) et un Oberleutnant (Theodor Rossiwal) du Zerstörergeschwader 26 en tenue de vol quelque part en France. En arrière-plan un Messerschmitt Bf 110.

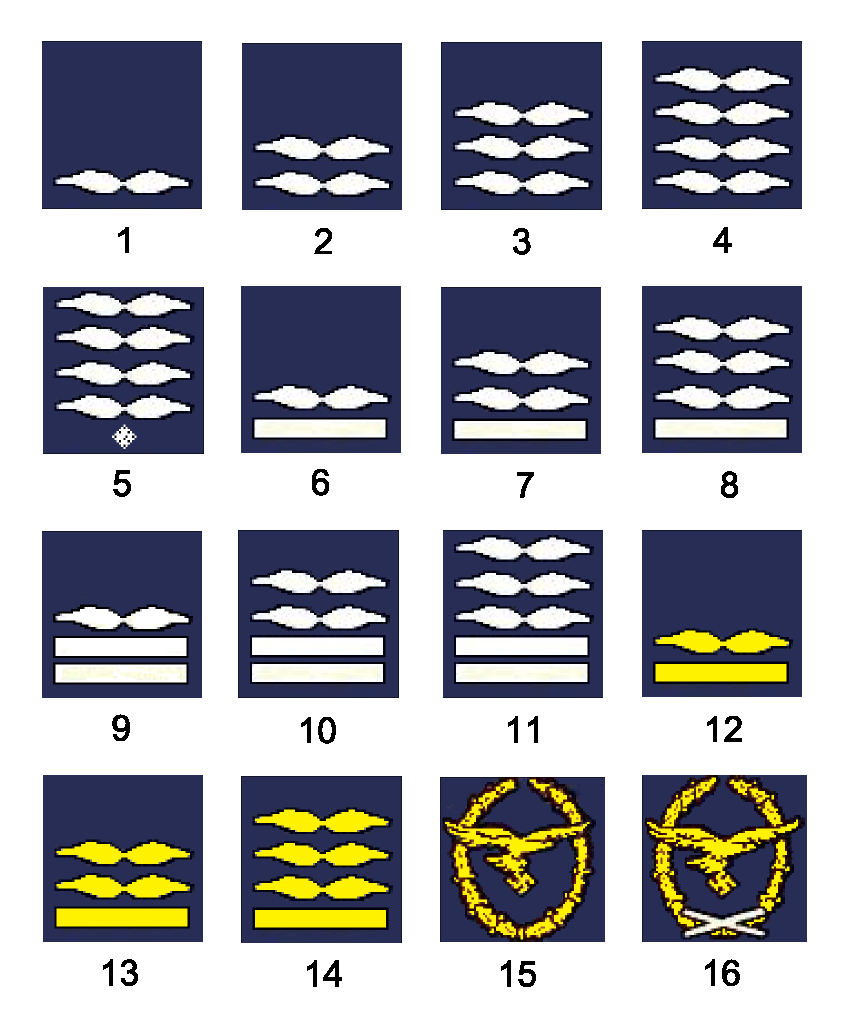

1. Unteroffizier ; 2. Unterfeldwebel ; 3. Feldwebel ; 4. Oberfeldwebel ;

5. Stabsfeldwebel ; 6. Leutnant ; 7. Oberleutnant ; 8. Hauptmann ;

9. Major ; 10. Oberstleutant ; 11. Oberst ; 12. Generalmajor ;

13. Generalleutnant ; 14. General der Fallschirmtruppe ; 15. Generaloberst ; 16. Generalfeldmarschall

## Kriegsmarine (Marine de guerre)

Kriegsmarine uniformes et signes 1943 (US Government National Archives)

Remarque : l'abréviation z. S. (exemple : Oberleutnant z. S.) signifie zur See, « à la mer » ou « en mer ».

### Militaires du rang

#### Insignes de bras
- Matrose (« matelot », non représenté ci-dessus car pas de signe distinctif)

1. Matrosengefreiter (« caporal matelot », équivalent de quartier-maître de deuxième classe p. ex. en France)
2. Matrosenobergefreiter (« caporal-chef matelot », équivalent de quartier-maître de première classe p. ex. en France)
3. Matrosenhauptgefreiter (« caporal-chef matelot principal »)
4. Matrosengefreiter UA (abgeschlossen) (« caporal matelot aspirant sous-officier confirmé »)
5. Matrosengefreiter UA (nicht abgeschlossen) (« caporal matelot aspirant sous-officier non confirmé »)
6. Matrosenstabsgefreiter (« caporal matelot d'état-major »)
7. Matrosenoberstabsgefreiter (« caporal-chef matelot d'état-major »)

### Sous-officiers (on parle d'«officiers mariniers» dans certaines marines)

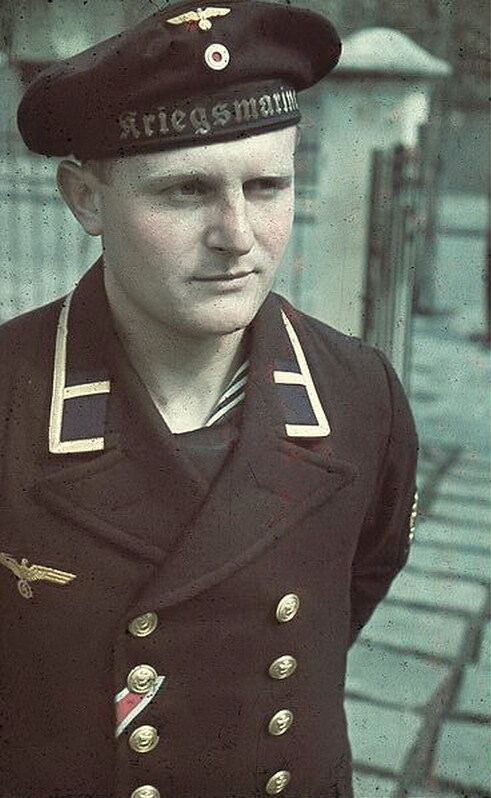
Maat H. Grund (1941).

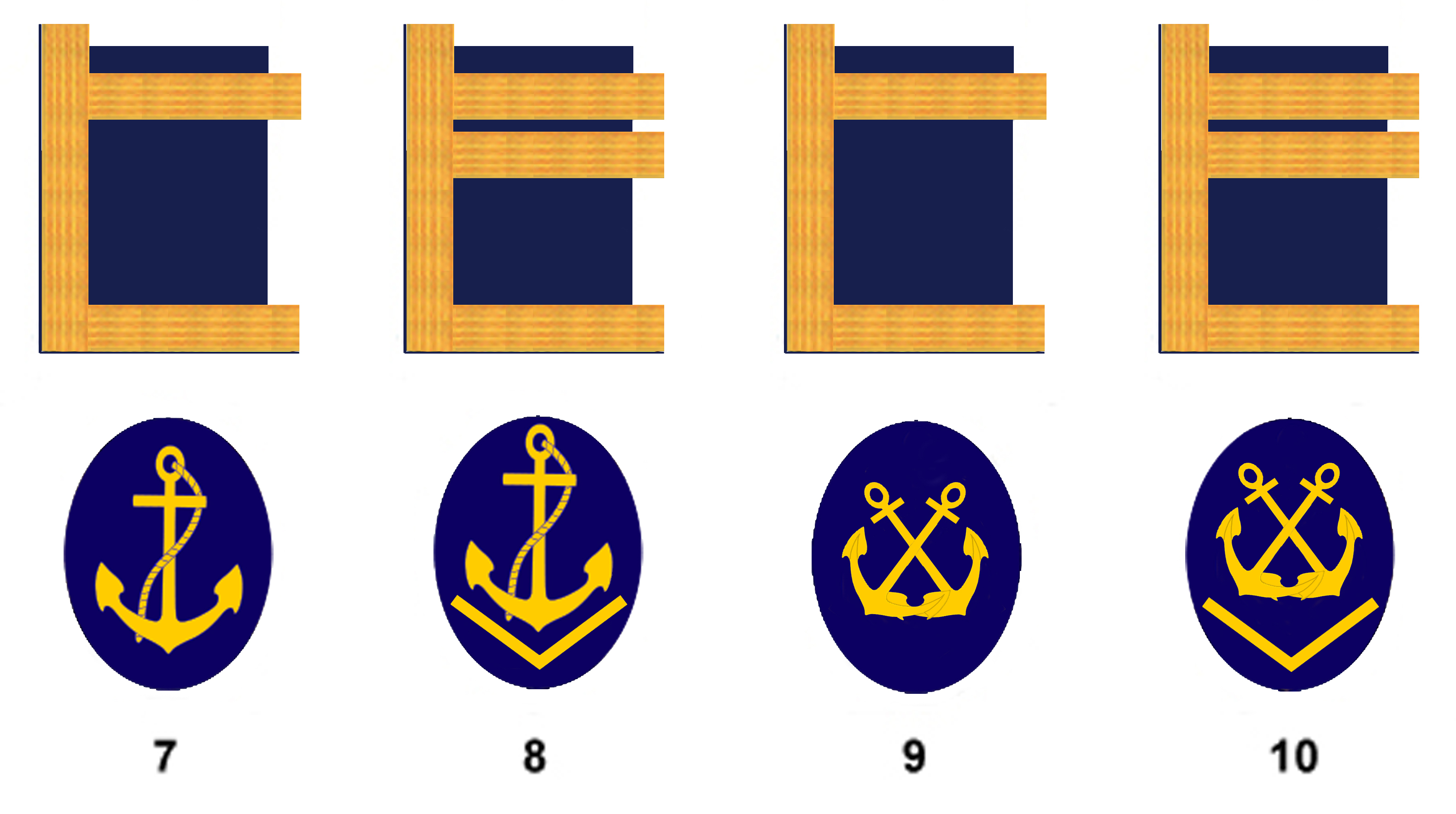

Les officiers-mariniers se divisent à l'époque en 2 catégories : les officiers-mariniers (second maître et maître) qui portent la même tenue que les matelots (vareuse et calot) et les officiers-mariniers 'supérieurs' (premier maître et maître principal) qui portent une tenue proche de celle des officiers (veston et casquette)

#### Ligne du haut: insignes de col; ligne du bas: insignes de bras.
- 7. Bootsmannmaat (de) (équivalent : de second maître p. ex. en France ; de sergent dans une armée de terre)
- 8. Oberbootsmannmaat (de) (équivalent de : maître p. ex. ; de sergent-chef dans une armée de terre)
- 9. Steuermannmaat (« timonier », équivalent de second maître p. ex. en France)
- 10. Obersteuermannmaat (« timonier », équivalent de maître)

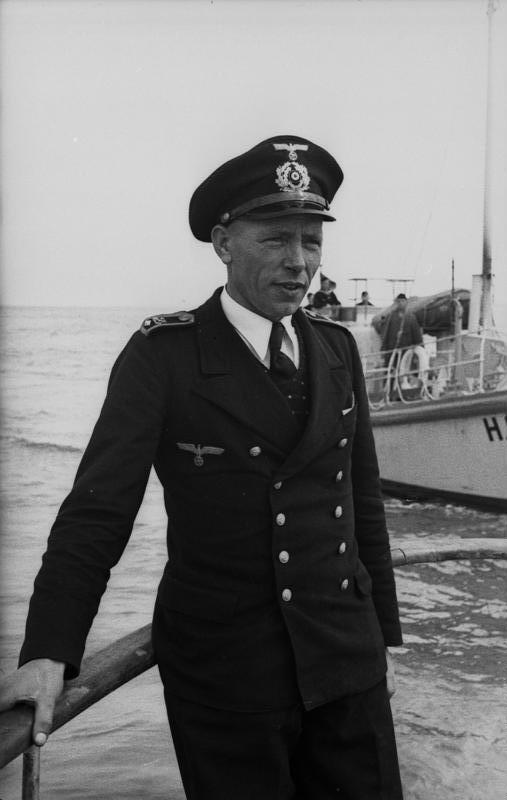
Bootsmann (1941).

|   |   |   |   |   |   |
| 1 | 2 | 3 | 4 | 5 | 6 |

#### Pattes d'épaule
1. Bootsmann (équivalent de : premier maître p. ex. ; d'adjudant dans une armée de terre)
2. Stabsbootsmann (de) (« affecté à l'état-major », équivalent de premier maître)
3. Oberbootsmann (de) (équivalent de : maître principal p. ex. en France ; d'adjudant-chef dans une armée de terre)
4. Stabsoberbootsmann (de) (« affecté à l'état-major », équivalent de maître principal p. ex. en France)
5. Fähnrich zur See (« enseigne en mer », équivalent d'aspirant)
6. Oberfähnrich zur See (« première enseigne en mer »)

### Officiers

#### Ligne du haut: pattes d'épaule; ligne du bas: extrémités de manche.
- 8. Kapitän zur See (« capitaine en mer », équivalent de capitaine de vaisseau p. ex. en France)
- 9. Fregattenkapitän (« capitaine de frégate » à partir de l'automne 1944, équivalent de capitaine de frégate)
- 10. Fregattenkapitän (« capitaine de frégate » en 1944)
- 11. Fregattenkapitän (« capitaine de frégate » avant 1944)
- 12. Korvettenkapitän (« capitaine de corvette », équivalent de capitaine de corvette p. ex. en France)
- 13. Kapitänleutnant (« lieutenant-capitaine », équivalent de lieutenant de vaisseau)
- 14. Oberleutnant zur See (« premier lieutenant en mer », équivalent d'enseigne de vaisseau de première classe)
- 15. Leutnant zur See (« lieutenant en mer », équivalent d'enseigne de vaisseau de deuxième classe)

### Officiers généraux (amiraux)
|  |   |   |   |   |   |   |   |
|  |   |   |   |   |   |   |   |
|  |   |   |   |   |   |   |   |
|  | 7 | 6 | 5 | 4 | 3 | 2 | 1 |

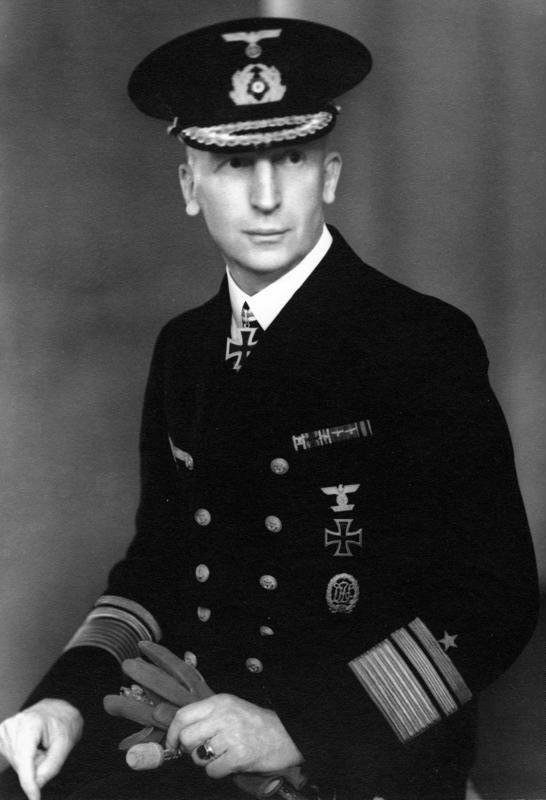
Vizeadmiral H. Schmundt (1940).

Les amiraux portaient les mêmes pattes d'épaules que les généraux de la Heer, mais avec une couleur de fond bleue à la place du rouge.
Ligne du haut : pattes d'épaule ; ligne du bas : extrémités de manche.
1. Kommodore (« commodore », grade qui n'a pas d'équivalent dans certaines marines, comme dans le cas de la France)
2. Konteradmiral (équivalent d'officier général de marine « une étoile » (hors France), de contre-amiral p. ex. en France)
3. Vizeadmiral (équivalent d'officier général de marine « deux étoiles » (hors France), de vice-amiral p. ex. en France)
4. Admiral (équivalent d'officier général de marine « trois étoiles » (hors France), de vice-amiral d'escadre p. ex. en France)
5. Generaladmiral (« amiral général », équivalent d'officier général de marine « quatre étoiles » (hors France),  d'amiral p. ex. en France)
6. Generaladmiral als Oberbefehlshaber (« amiral général qui a fonction de commandant en chef »)
7. Großadmiral (« grand-amiral », grade qui n'a pas d'équivalent dans certaines marines, notamment en France où « amiral de France » est une dignité, et non un grade lié à un commandement opérationnel)

## Fonctionnaires de la Wehrmacht
Les fonctionnaires de l'administration, des services juridiques ou techniques forment une catégorie à part au sein de l'armée. Ils sont constitués de personnels de la fonction publique exerçant une fonction au sein des Forces armées. Ils sont recrutés aussi, en partie, parmi les anciens sous-officiers qui à la fin de leur période de 12 ans de service militaire actif décident de devenir candidats à la fonction publique militaire (Militärarwärter).

### Heeresbeamte(les fonctionnaires de l'Armée de terre)

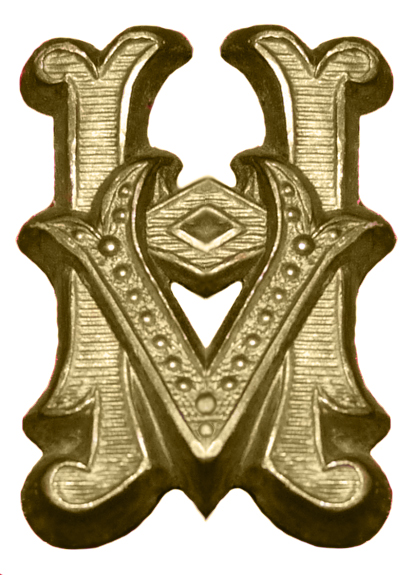
Lettres « HV » (Heeresverwaltung, administration de l'Armée de terre) apposées sur les pattes d'épaule.

La couleur d'arme des fonctionnaires de l'Armée de terre allemande est le vert foncé. Les lettres "HV" (Heeresverwaltung, administration de l'Armée de terre) sont apposées sur les pattes d'épaule. Pour identifier les différents secteurs dans lesquels les fonctionnaires sont employés, une sous-couleur est utilisée (Nebenfarbe) :
- rouge vif : fonctionnaires du secteur administratif politique ;
- carmin : fonctionnaires d'état-major ;
- bleu clair : fonctionnaires de la justice militaire ;
- vert clair : fonctionnaires pharmaciens ;
- blanc : fonctionnaires du trésor aux armées ;
- noir : fonctionnaires techniques ;
- jaune : fonctionnaires de la remonte ;
- orange : fonctionnaires de la réserve ;
- brun clair : fonctionnaires non-techniques du corps enseignant des écoles de l'Armée.

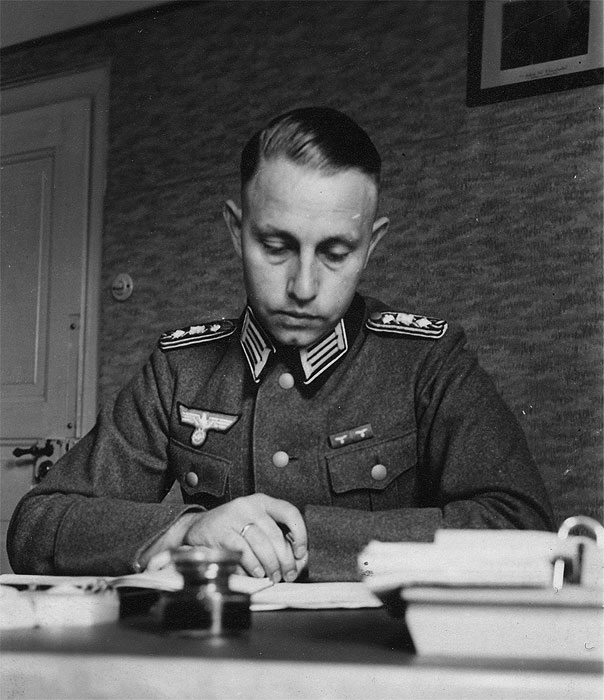
Fonctionnaire de l'Armée de terre.

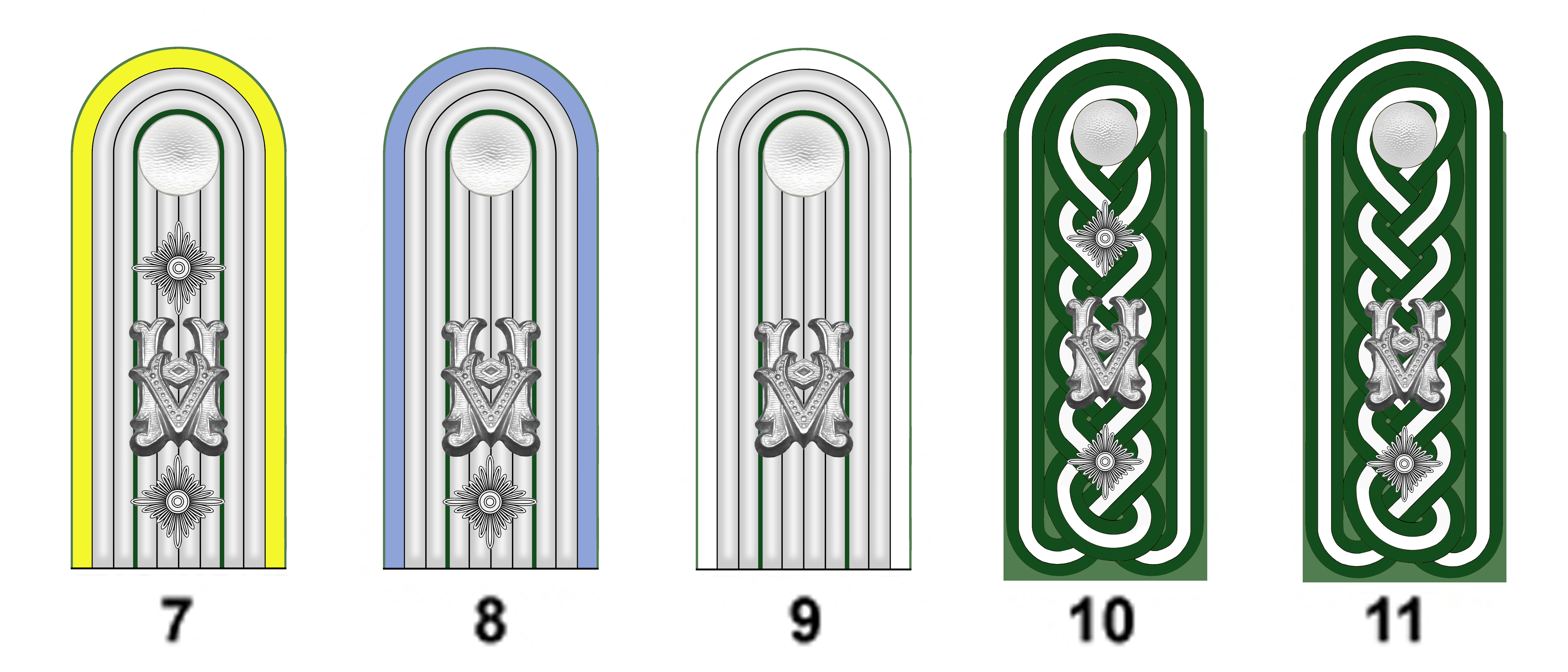

Exemples de pattes d'épaule
- 7. Stabsapotheker
- 8. Heeresjustizinspektor
- 9. Waffenmeister
- 10. Heereswerkmeister
- 11. Magazinmeister

### Beamte am Reichskriegsgericht (les fonctionnaires des tribunaux militaires)
Les fonctionnaires de la Wehrmacht qui officiaient dans les tribunaux militaires portaient des pattes d'épaule sans les lettres « HV » et avec une couleur additionnelle rouge bordeaux.
Pattes d'épaule
1. Senatspräsident, Oberreichskriegsanwalt
2. Reichskriegsgerichtsrat, Reichskriegsanwalt
3. Oberkriegsgerichtsrat, Bürodirektor beim Reichskriegsgericht
4. Amtsrat beim Reichskriegsgericht
5. Reichskriegsgerichts-Oberinspektor
6. Reichskriegsgerichts-Inspektor, Reichskriegsgerichts-Obersekretär
7. Reichskriegsgerichts-Sekretär
8. Oberbotenmeister beim Reichskriegsgericht
9. Reichskriegsgerichts-Wachtmeister